# Ethalfluralin
Ethalfluralin ist ein Pflanzenschutzwirkstoff aus der Gruppe der Herbizide.

## Geschichte
Ethalfluralin wurde 1971 erstmals synthetisiert. Zwölf Jahre später (1983) wurde der Wirkstoff schließlich in den Vereinigten Staaten u. a. für den Einsatz bei Sojabohnen, Erdnüssen und Sonnenblumen zugelassen.

## Eigenschaften
Ethalfluralin wird zur Bekämpfung von Gräsern und Unkräutern eingesetzt.

## Handelsname
Ein Pflanzenschutzmittel mit dem Wirkstoff Ethalfluralin wird unter den Handelsnamen Sonalan (USA), Curbit (USA), Edge (Canada) vermarktet.

## Zulassung
In Deutschland und der EU sind keine Pflanzenschutzmittel zugelassen, die diesen Wirkstoff enthalten.